# Visitazione di Maria (Cariani)
La Visitazione di Maria  è un dipinto olio su tela, conservato al Kunsthistorisches Museum di Vienna, opera di Giovanni Cariani.

## Storia
Il dipinto è elencato nelle opere presenti nei depositi del museo viennese del 1929, non ha documentazione precedente, divenne quindi difficile indicarne la committenza e la data di realizzazione. Fu proprio nel 1929 che Ludwig von Baldass ne fece il restauro e uno studio approfondito assegnando il dipinto a Giovanni Cariani.
L'artista bergamasco di nascita, si trasferì giovanissimo a Venezia seguendo il padre, diventando allievo del Giorgione e studioso dell'importante arte veneta del XV e XVI secolo.

Tornò a Bergamo nel 1516 restandovi alcuni anni per poi rientrare a Venezia..

Alcune caratteristiche del dipinto ed alcune informazioni indicherebbe la presenza dell'artista a Bergamo in data successiva, dal 1528 al 1530. L'architettura raffigurata sembra avvicinarsi ad alcuni punti particolarità della città, come l'ingresso al chiostro del monastero benedettino in città bassa, realizzato nel 1516 da Pietro Isabello, o la loggia di Piazza Nuova. Inoltre vi è documentazione del pagamento di una commissione da parte della scuola veneziana dei ss. Filippo e Giacomo per la realizzazione della pala di san Rocco della chiesa di Fupiano, versata al suo intermediario Zambone Donati. Dati che confermerebbe la presenza il Bergamo e la realizzazione del quadro per una committenza cittadina.

## Descrizione
Il dipinto rappresenta il saluto tra la cugina Elisabetta e la Vergine Maria raccontato nel Vangelo di Luca (1,39) Benedetta tu fra le donne e benedetto il frutto del tuo seno. Ai loro lati San Giuseppe e Zaccaria.
La scena si svolge davanti a un porticato con un paesaggio lussureggiante sullo sfondo. Il Cariani ha scelto di raffigurare i protagonisti in modo statico, per focalizzare poi la sua attenzione sulla ricchezza del paesaggio, riempiendolo di colori e rendendo il dipinto estremamente moderno.
L'opera è stata avvicinata ai lavori di Sebastiano del Piombo nella corposità dei personaggi o a quelli di Lorenzo Lotto, certamente il pittore seguiva e studiava i pittori a lui contemporanei. Se la tela ha caratteristiche simili al Polittico di Ponteranica, serve ricordare che ne realizzò le pradelle, conservate in Accademia Carrara.
Il dipinto è quello che sicuramente il Cariani cura maggiormente nella parte paesaggistica dandone una profondità importante, non è certo che si trovasse a Bergamo durante la realizzazione, sicuramente voleva raffigurare le prealpi orobiche, montagne che fin da piccolo aveva abitato.